# De Berken (buurtschap)
De Berken is een buurtschap  en een natuurgebied in de gemeente Asten in de Nederlandse provincie Noord-Brabant. Het ligt iets ten noordoosten van het dorp Asten. Door het gebied stroomt de Astense Aa.
Dorpen: Asten · Heusden · Ommel

Buurtschappen: Achterbosch · Achterste Diesdonk · Behelp · Bussel · De Beek · De Berken · Dijk · Laarbroek · Oostappen · Rinkveld · Stegen · Voordeldonk · Voorste Diesdonk · Voorste-Heusden · Vosselen

Noord-Brabant: Steden en dorpen      Nederland: Provincies · Gemeenten